# ŠK Mornar Split
ŠK Mornar Split – chorwacki klub szachowy z siedzibą w Splicie, mistrz kraju z 2024 roku.

## Historia
Klub jako samodzielny podmiot został utworzony 6 lutego 1951 roku, chociaż przy klubie sportowym Mornar sekcja szachowa funkcjonowała już od 1949 roku. Pierwsze klubowe mistrzostwa wygrał Juraj Nikolac. W 1955 roku klub zajął trzecie miejsce w mistrzostwach Chorwacji, a rok później, po zawieszeniu przez federację szachową czołowego szachisty Mornaru – Vladimira Bekavaca – szóste. W 1958 roku do klubu dołączyli Vlatko Kovačević i Bojan Kurajica. W 1959 roku klub jedyny raz zakwalifikował się do finałowej grupy Pucharu Jugosławii. W 1965 roku Kurajica został młodzieżowym mistrzem świata, a wkrótce potem odszedł do Mladosti Zagrzeb. Od roku 1969 nastąpił masowy odpływ członków klubu do nowo utworzonego Poštara Split. W 1975 roku dokonano zmiany nazwy klubu na Mornar-Monter. Rok później klub awansował do drugiej ligi jugosłowiańskiej, jednak w sezonie 1977 spadł z niej. W 1978 roku Mornar ponownie awansował do drugiej ligi. W 1980 roku zespół zajął przedostatnie miejsce w lidze i spadł. W połowie lat 80. nastąpił kryzys w klubie: utrata sponsora, spadek z ligi i na przełomie lat 80. i 90. Mornar nie wystawiał drużyny w lidze. W 1993 roku nastąpiło pełna reaktywacja Mornara i przedstawienie planu rozwoju klubu. W 1995 roku klub powrócił do rywalizacji klubowej, wygrywając wówczas czwartą ligę chorwacką. W 2000 roku klub awansował do drugiej ligi, jednak z przyczyn finansowych i personalnych nie wystąpił w niej w 2001 roku. W 2004 roku klub wypożyczył kilku zawodników Poštara Split, m.in. Zdenko Plenkovicia i Ivicę Armandę i uzyskał pierwszy raz w historii awans do Prvej A ligi. Z powodu odejścia czołowych graczy i problemów finansowych klub nie podjął jednak wówczas rywalizacji w najwyższej lidze. W 2015 roku klub awansował do Prvej B ligi, a rok później uzyskał piąte miejsce w Pucharze Chorwacji. W 2017 roku klub zajął drugie miejsce w krajowym pucharze. W sezonie 2018 zespół uzyskał awans do Prvej A ligi. W debiutanckim sezonie w pierwszej lidze Mornar zajął siódme miejsce. W 2021 roku uzyskano czwartą pozycję, a rok później powtórzono ten rezultat. W 2023 roku klub zdobył wicemistrzostwo kraju. Sezon 2024 natomiast zakończył się pierwszym tytułem mistrzowskim dla Mornaru. Kadrę drużyny stanowili wówczas m.in. Ivan Šarić, Dmitrij Kollars, Johan-Sebastian Christiansen i Ante Šarić.

## Arcymistrzowie w historii klubu
- Johan-Sebastian Christiansen[7]
- Denis Kadrić[8]
- Dmitrij Kollars[9]
- Ante Šarić[10]
- Ibro Šarić[10]
- Ivan Šarić[7]